# Незаконні вибори в окупованому Криму (2014)
Вибори до так званої Державної ради Республіки Крим — антизаконні вибори, які відбулися 14 вересня 2014 року на території т.з. «Республіки Крим», перші вибори на території півострову після анексії Криму.

## Результати

### Партійні списки
Дані на сторінці ЦВК Росії [Архівовано 28 жовтня 2021 у Wayback Machine.].
| №  | Назва партії        | Голосів «За» | У %     | Місць |
| -- | ------------------- | ------------ | ------- | ----- |
| 1  | Єдина Росія         | 515 926      | 70,18 % | 45    |
| 2  | ЛДПР                | 62 380       | 8,49 %  | 5     |
| 3  | КПРФ                | 32 952       | 4,48 %  | 0     |
| 4  | Родина              | 19 479       | 2,65 %  | 0     |
| 5  | Комуністи Росії     | 15 480       | 2,11 %  | 0     |
| 6  | Партія пенсіонерів  | 14 220       | 1,93 %  | 0     |
| 7  | Справедлива Росія   | 13 546       | 1,84 %  | 0     |
| 8  | ДПР                 | 9 723        | 1,32 %  | 0     |
| 9  | Патріоти Росії      | 8 634        | 1,17 %  | 0     |
| 10 | КПСС                | 6 199        | 0,84 %  | 0     |
| 11 | РЕП «Зелені»        | 5 872        | 0,80 %  | 0     |
| 12 | Партія ветеранів    | 4 645        | 0,63 %  | 0     |
|    | Недійсних бюлетенів | 26 090       | 3,56 %  | —     |
|    | УСЬОГО              | 734 846      | 100 %   | 50    |

### Одномандатні округи
| № | Партія      | Місць |
| - | ----------- | ----- |
| 1 | Єдина Росія | 25    |
|   | УСЬОГО      | 25    |

## Наслідки
В результаті виборів до Державної ради Республіки Крим перемогла партія Єдина Росія отримавши 70 місць з 75 можливих. На другому місці опинилася Ліберально-демократична партія Росії, яка отримала 5 місць. Головою Державної ради став Сергій Аксьонов від партії «Єдина Росія». .

## Юридична відповідальність
Генеральна прокуратура України констатувала, що призначені на 14 вересня 2014 року вибори до так званих законодавчих органів Криму та міста Севастополя є незаконними, а їх організація є кримінальним злочином. Стосовно осіб, які організовуватимуть незаконні вибори у Криму, будуть відкриті кримінальні провадження та вживатимуться заходи щодо їх розшуку і притягнення до кримінальної відповідальності